# Leptogium erectum
Leptogium erectum är en lavart som beskrevs av Sierk. Leptogium erectum ingår i släktet Leptogium och familjen Collemataceae.   Inga underarter finns listade i Catalogue of Life.